# Trichopria tritoma
Trichopria tritoma är en stekelart som först beskrevs av Thomson 1858.  Trichopria tritoma ingår i släktet Trichopria, och familjen hyllhornsteklar. Arten är reproducerande i Sverige.